# Fundo Perpétuo de Educação
O Fundo Perpétuo de Educação é o título de um programa patrocinado pela A Igreja de Jesus Cristo dos Santos dos Últimos Dias, que oferece empréstimos de dinheiro a ser gasto com honorários e despesas para o ensino superior ou técnico. O programa foi anunciado em 31 de março de 2001, pelo então presidente da Igreja, Gordon B. Hinckley, chamando-lhe de uma "iniciativa ousada". É um programa baseado em melhorar a educação dos membros da Igreja e visando ajudar seus jovens a cursar o ensino superior em universidades privadas. 

## História
A Igreja de Jesus Cristo dos Santos dos Últimos Dias estabeleceu o seu primeiro programa de alívio monetário da segunda metade do século XIX, com o Fundo Perpétuo de Emigração. Este programa foi criado por Brigham Young em Utah, para fornecer dinheiro para empréstimos de pioneiros mórmons que migraram para o vale de Salt Lake City e seus arredores, especialmente os provenientes de países da Europa. O programa beneficiou economicamente cerca de 30.000 emigrantes. Em 1903, a Igreja estabeleceu o Fundo da Educação da Igreja para ajudar os futuros professores a pagar a sua educação superior. Em 1936, o então presidente da Igreja, Heber J. Grant, incentivou um esforço semelhante, estabelecendo um sistema de bem-estar econômico para ajudar os membros norte-americanos durante uma crise conhecida como "Grande Depressão".

## O fundo
O Fundo Perpétuo de Educação oferece empréstimos aos jovens membros da Igreja, para ajudar a custear os estudos em universidades ou centros tecnológicos privados. A igreja tem um fundo disponível para alunos e futuros alunos da América Latina, das Filipinas e África. Embora não seja uma exigência, a igreja incentiva aqueles que recebem assistência do Fundo Perpétuo de Educação a ajudarem na sua própria comunidade. 
O fundo funciona como uma dádiva. As contribuições e os pagamentos são adicionados ao retorno acumulado do fundo. Os custos administrativos, incluindo o diretor executivo do programa, são doados por voluntários. Doações e contribuições são feitas por membros e amigos não-membros da Igreja. O programa está sob a direção do Sistema Educacional da Igreja. Os dividendos auferidos pelas contribuições e pagamentos de juros por parte dos utilizadores é utilizado para novos candidatos ao programa.

### Requisitos
Para ser beneficiado pelo programa da Igreja é necessário: 
- Não existe limite de idade nem é necessário maior idade.
- Ser um membro ativo e registrado no Instituto de Religião da Igreja.
- Ser estudante de uma das universidades ou centros tecnológicos admissionados pelo Sistema Educacional da Igreja.

## Administração
O Conselho de Administração do Fundo Perpétuo de Educação é composto da Primeira Presidência da Igreja e pelos membros do Quórum em geral. O programa tem um diretor e administrador financeiro, cargos que são ocupados voluntariamente, sem nenhum remuneramento. Líderes locais da Igreja em diferentes países do mundo são os administradores locais do programa e apresentam um relatório semestral na sede da Igreja. 
Em Outubro de 2003, dois anos após o anúncio do programa, o presidente da Igreja, Gordon B. Hinckley anunciou que a Igreja, através do Fundo Perpétuo de Educação tinha feito empréstimos para cerca de 10.000 jovens na América Latina, Ásia, África e outras regiões pobres onde a Igreja está organizada.